# Patinatge de velocitat als Jocs Olímpics d'hivern de 1948 - 10.000 metres masculins
Als Jocs Olímpics d'Hivern de 1948 celebrats a la ciutat de Sankt Moritz (Suïssa) es disputà una prova de patinatge de velocitat sobre gel sobre una distància de 10.000 metres. La competició se celebrà el dia 3 de febrer de 1948 a l'Estadi Olímpic de Sankt Moritz.

## Comitès participants
Participaren 27 patinadors de velocitat d'11 comitès nacionals diferents.
| - Àustria (1) - Bèlgica (1) - Canadà (1) - Estats Units (4) - Finlàndia (4) - Hongria (4) |  | - Noruega (4) - Països Baixos (2) - Regne Unit (1) - Suècia (4) - Txecoslovàquia (1) |

## Resum de medalles
| Or            | Argent          | Bronze        |
| Åke Seyffarth | Lassi Parkkinen | Pentti Lammio |

## Rècords
Rècords establerts anteriorment als Jocs Olímpics d'hivern de 1948.
| Rècor del món  | 17:01.5 | Charles Mathiesen | Hamar (NOR)                  | 3 de març de 1940    |
| Rècord olímpic | 17:24.3 | Ivar Ballangrud   | Garmisch-Partenkirchen (ALE) | 14 de febrer de 1936 |

## Resultats
| Posició | Patinador          | Temps   |
| ------- | ------------------ | ------- |
| 1       | Åke Seyffarth      | 17:26.3 |
| 2       | Lassi Parkkinen    | 17:36.0 |
| 3       | Pentti Lammio      | 17:42.7 |
| 4       | Kornél Pajor       | 17:45.6 |
| 5       | Kees Broekman      | 17:54.7 |
| 6       | Jan Langedijk      | 17:55.3 |
| 7       | Odd Lundberg       | 18:05.8 |
| 8       | Harry Jansson      | 18:08.0 |
| 9       | Rune Hammarström   | 18:39.6 |
| 10      | Max Stiepl         | 19:25.5 |
| 11      | John Werket        | 19:44.0 |
| 12      | Pierre Huylebroeck | 19:54.8 |
| 13      | Craig Mackay       | 20:15.5 |
| 14      | Anton Huiskes      | 20:16.4 |
| 15      | Iván Ruttkay       | 20:16.5 |
| 16      | János Kilián       | 20:23.8 |
| 17      | Louis Rupprecht    | 21:20.3 |
| 18      | Art Seaman         | 21:34.8 |
| 19      | Richard Solem      | 26:22.4 |
| –       | Göthe Hedlund      | NF      |
| –       | Reidar Liaklev     | NF      |
| –       | Kalevi Laitinen    | NF      |
| –       | Henry Wahl         | NF      |
| –       | Johnny Cronshey    | NF      |
| –       | Hjalmar Andersen   | NF      |
| –       | Henry Howes        | NF      |
| –       | Vladimír Kolář     | DQ      |